# Гончаровка (Малоярославецкий район)
Гончаровка — деревня в Малоярославецком муниципальном районе Калужской области в составе сельского поселения «Деревня Воробьёво». Высота центра селения над уровнем моря — 152 м.

## Население
| 2002 | 2010 |
| ---- | ---- |
| 105  | ↗119 |

### Гендерный состав
По данным Всероссийской переписи населения 2010 года в гендерной структуре населения мужчины составляли 49,6 % женщины — соответственно 50,4 %.